# Furcraea hexapetala
Furcraea hexapetala  es una especie fanerógama de la antigua familia Agavaceae ahora subfamilia. Es conocida comúnmente como cabuya o pita. Esta especie de la familia agavaceae se encuentra, principalmente, en Colombia y Venezuela.

## Descripción
Furcraea hexapetala  presenta las siguientes características: hojas verdes carnosas lanceoladas, tallo florífero en escapo, sistema radicular fibroso, llegando a profundizarse hasta tres metros, y fruto en cápsula con numerosas semillas. La hoja puede contener, de su peso total, entre 2 y 4% de fibras largas, denominadas duras; el 96% restante corresponde a jugos, bagazos y fibras cortas, lo cual constituye un volumen apreciable de biomasa, que si es procesada adecuadamente, se puede convertir en un abono de excelente calidad. Desde el punto de vista ecológico, el fique o cabuya alberga organismos benéficos como arañas, controladoras de diversos insectos plaga.

## Cultivo
Su cultivo se da en climas con buena luz, temperatura entre 17 y 24 °C, humedad relativa entre el 50 y 70%. Se produce en los departamentos de Boyacá, Santander, Cundinamarca y Antioquia. Se utilizan las plantas cuyas hojas no posean aguijones o acúleos; prefiere suelos sílico-arcillosos, bien aireados y con un pH entre 5.0 y 7.0. Se puede propagar sexualmente por polinización entomófila, pero debe propagarse asexualmente por medio de bulbilos o hijuelos, los cuales después de caer al suelo, crecen fácilmente.
En cuanto a los beneficios económicos, se le realiza el siguiente procedimiento:
1. Corte de la hoja: se debe hacer en una época ni muy lluviosa ni muy seca. Las hojas deben estar maduras, es decir, que la planta tenga unos tres años y medio de edad.
2. Rastrillado: se debe quitar la epidermis de la hoja, dejando un residuo de celulosa. Se agregan 5 g/L de hidróxido de sodio y 5 g/L de sulfito de sodio, se deben tener en cuenta la temperatura durante el proceso.
3. Lavado de las fibras: se debe hacer con abundante agua, debiéndose peinar la hoja al mismo tiempo.
4. Secado: se realiza con máquinas especiales o al sol.
5. Empacado: en manojos homogéneos de un kilogramo, normalmente se hacen pacas de 30 manojos.

Como subproductos, se tiene que el descifrado se utiliza para elaborar estopas, cojines, colchones, papel, entre otros. También, sirve para fabricar agrocombustibles, herbicidas y como alimento para el ganado.

## Plagas
En cuanto a las plagas y enfermedades, se tiene que a las hojas las afecta un pasador, al igual que el chinche chupador, la cochinilla, coleópteros y grillos. Asimismo la gotera, viruela y machas de la cochinillas afectan a las raíces.

## Taxonomía
Furcraea hexapetala fue descrita por (Jacq.) Urb.   y publicado en Symbolae Antillanae seu Fundamenta Florae Indiae Occidentalis 4: 152. 1903
Etimología
Furcraea: nombre genérico que fue llamado así por Étienne Pierre Ventenat en 1793, en honor del conde Antoine-François de Fourcroy, químico del Real Jardín de las Plantas Medicinales, en París.
hexapetala: epíteto latino que significa "con seis pétalos".
Sinonimia
- Agave aspera Jacq.
- Agave australis Steud.
- Agave cubensis Jacq.
- Agave hexapetala Jacq.
- Agave odorata Pers.
- Agave vivipara Arruda
- Furcraea agavephylla Brot. ex Schult.
- Furcraea aspera (Jacq.) M.Roem.
- Furcraea cahum Trel.
- Furcraea cubensis (Jacq.) Vent.
- Furcraea cubensis var. inermis Baker
- Furcraea macrophylla Baker
- Furcraea valleculata Jacobi[3][4]

## Nombres comunes
- cocuisa de Venezuela, jeniquén de Cuba, maguey de cocuy (Cuba).[5]